# ثنية الحد
ثنية الأحد أو (ثنية الحد) مدينة و بلدية تقع غرب الجزائر بولاية تيسمسيلت بالقرب من الحديقة الوطنية لثنية الحد. تبعدُ مسافة 49 كلم عن ولاية تيسمسيلت
```
وَ 109 كلم عن 
ولاية تيارت
 غربًا وَحوالي 168 كلم عن 
العاصمة
.
[
4
]
```

تعرفُ بطابعها الجبلي حيثُ تمر عليها جبال الونشريس والتي تضم الحديقة الوطنية لثنية الحد.

## معرض صور

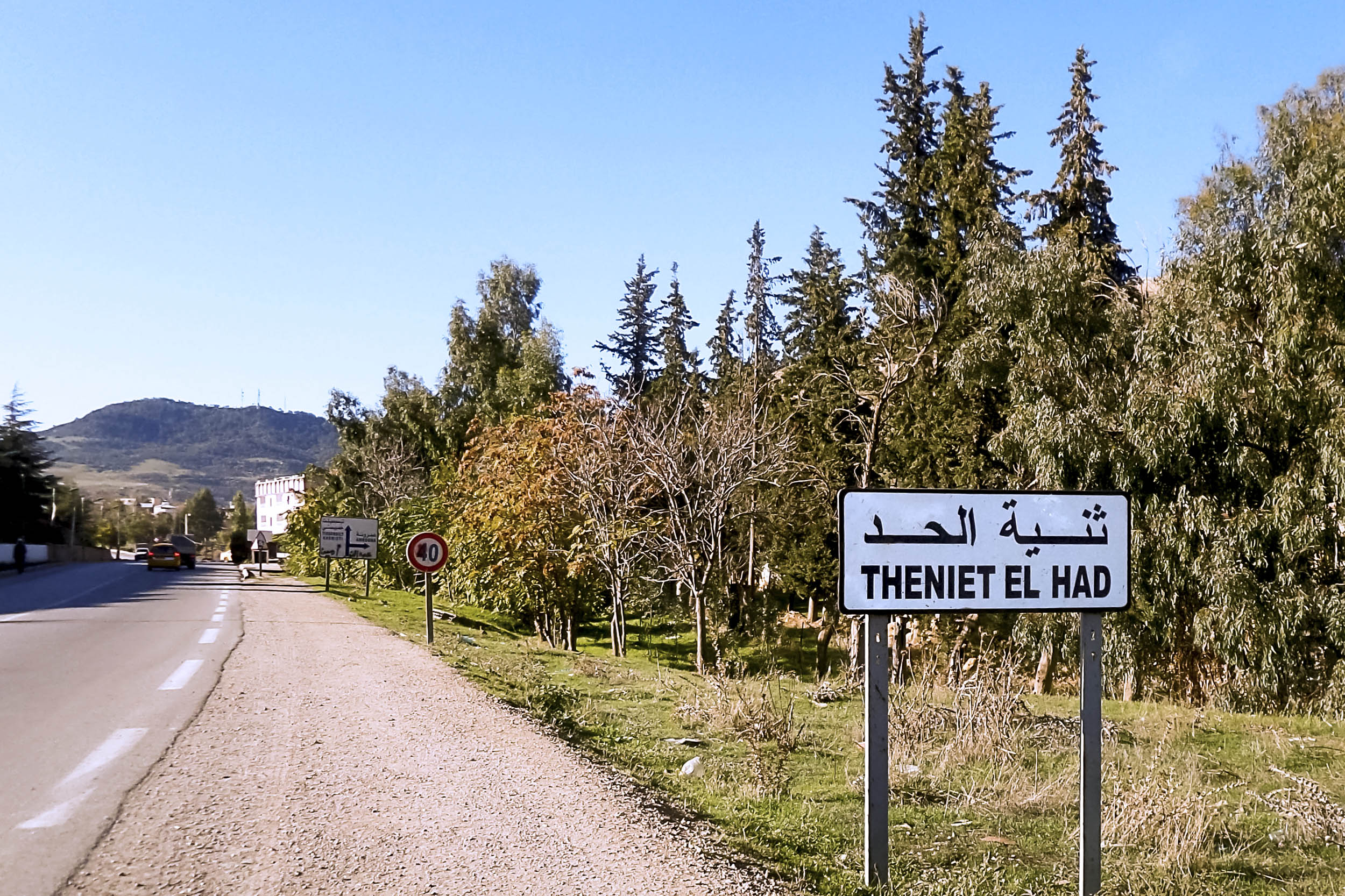
المدخَل الشّمالي للمدينة.
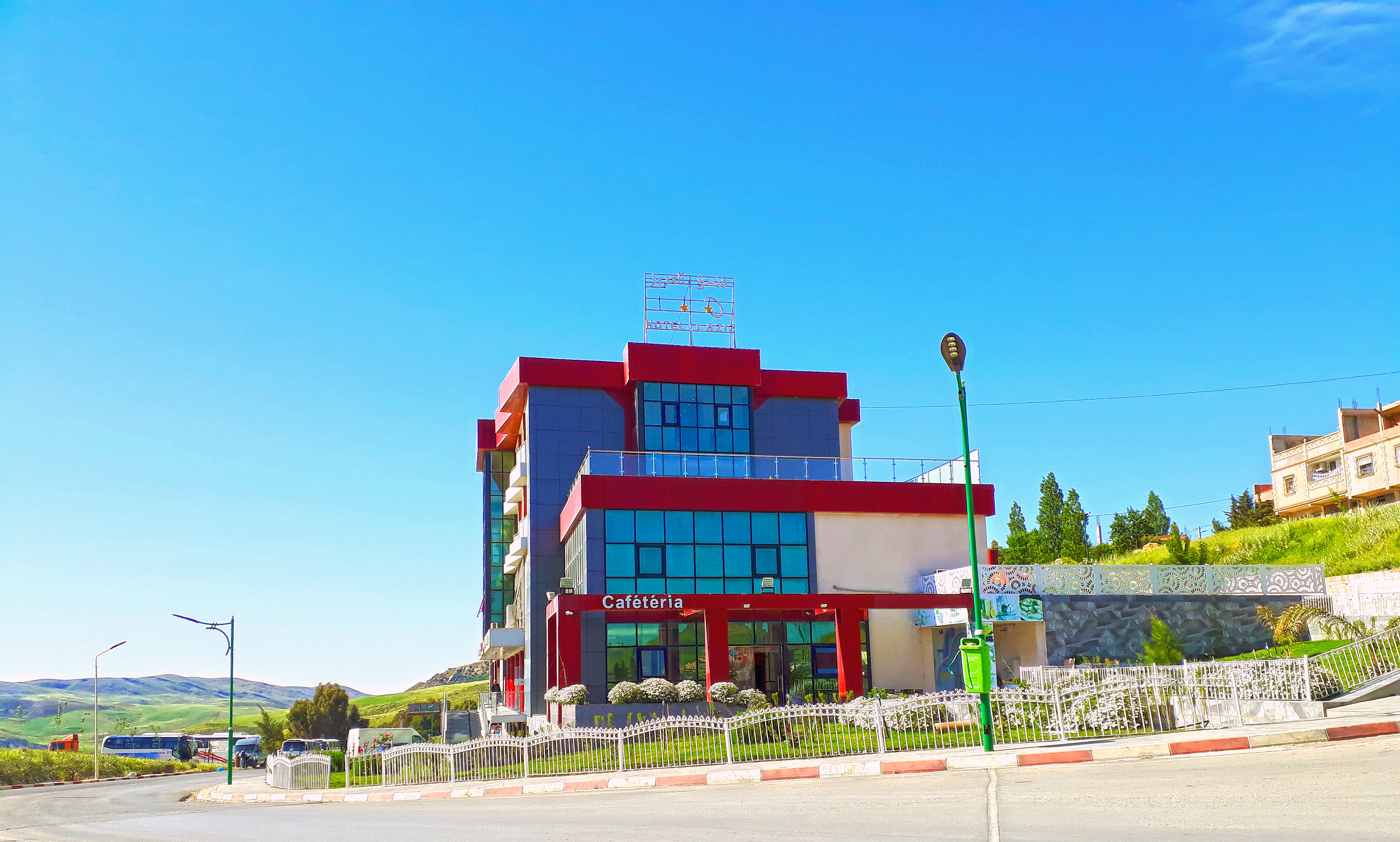
فندق العزيز بالمدخل الجنوبي للمدينة.
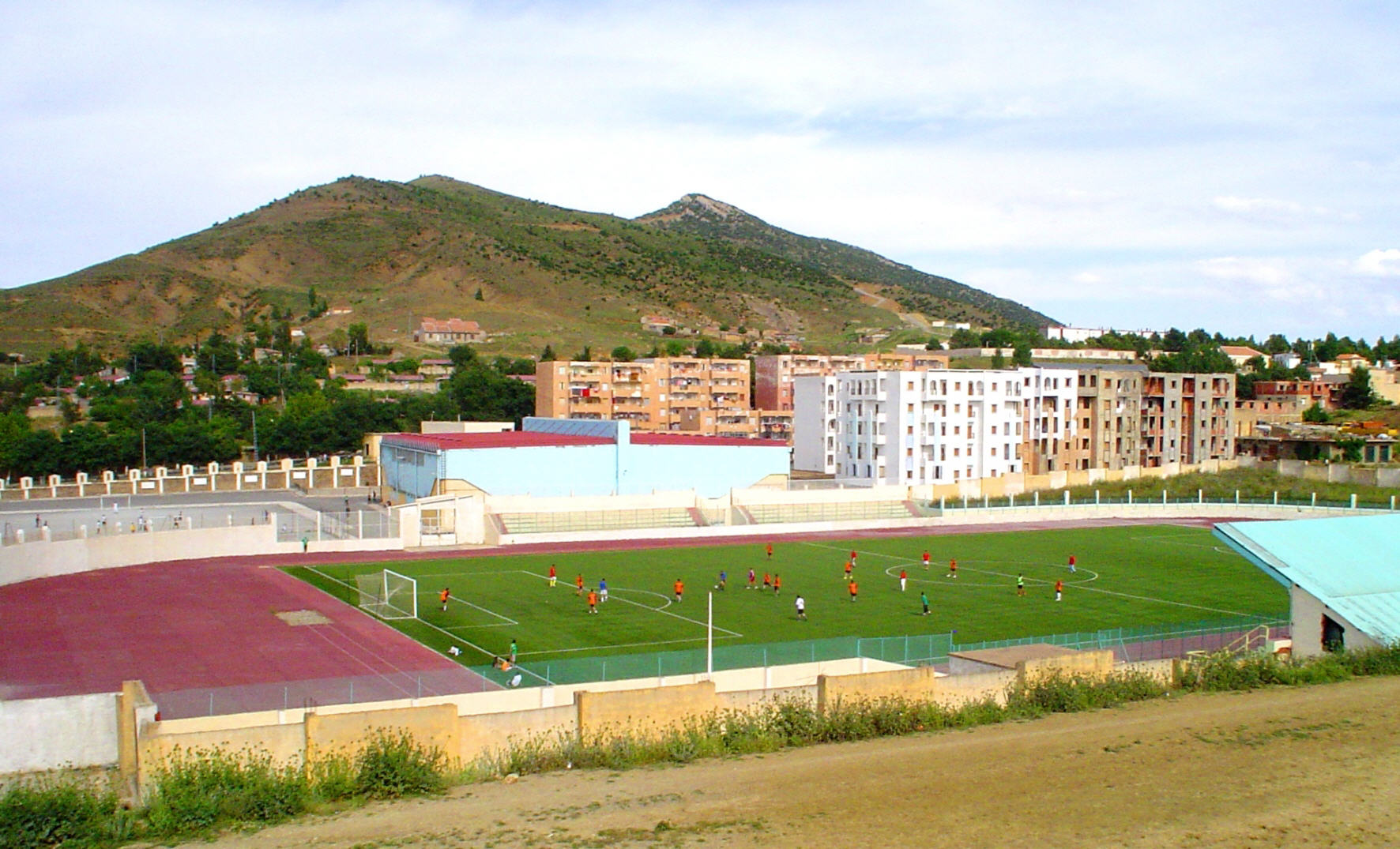
ملعب المدينة.
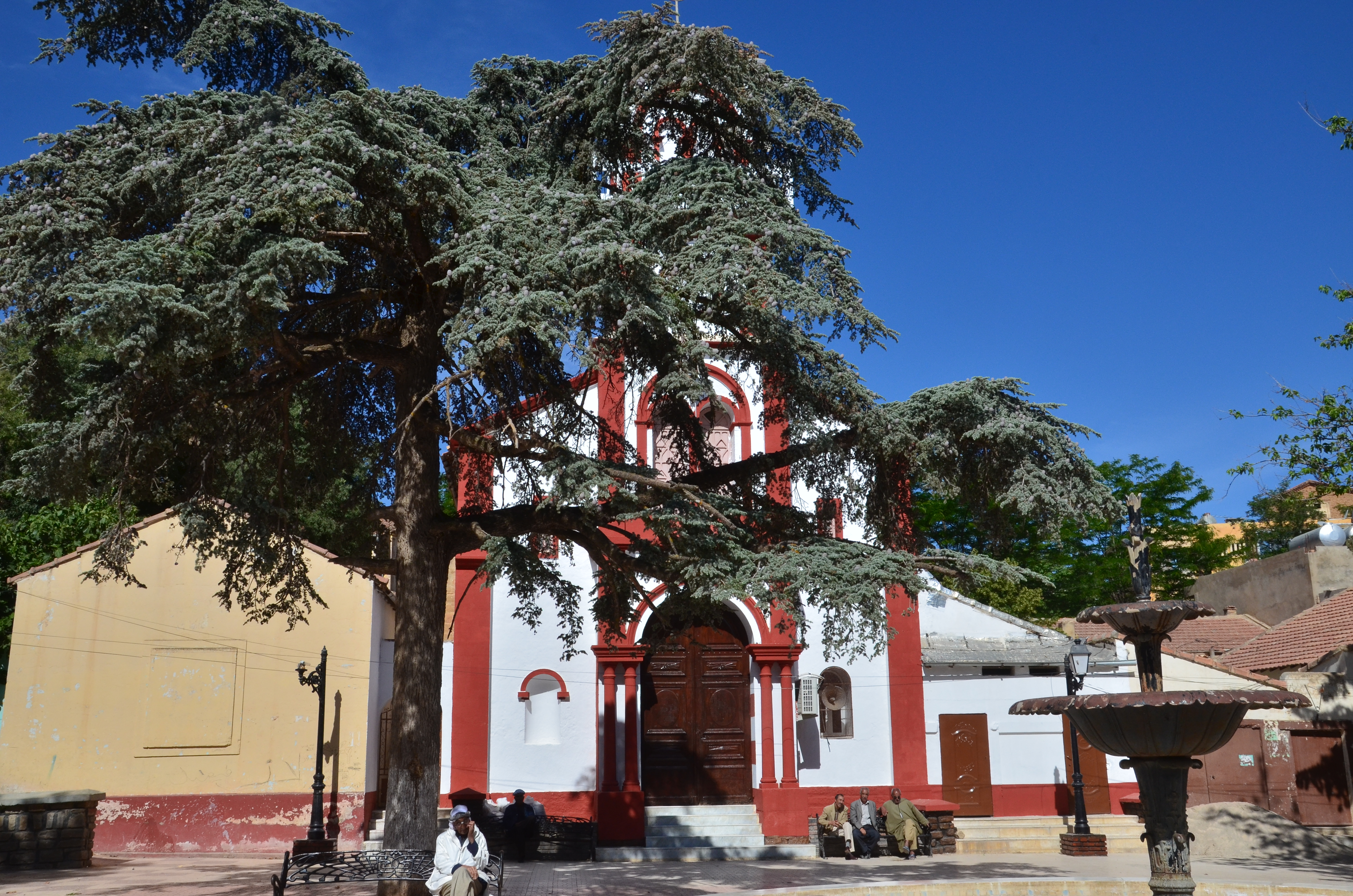
كنيسة تحولت إلى مسجد الفضيل الورتيلاني.يقع بقلب المدينة.
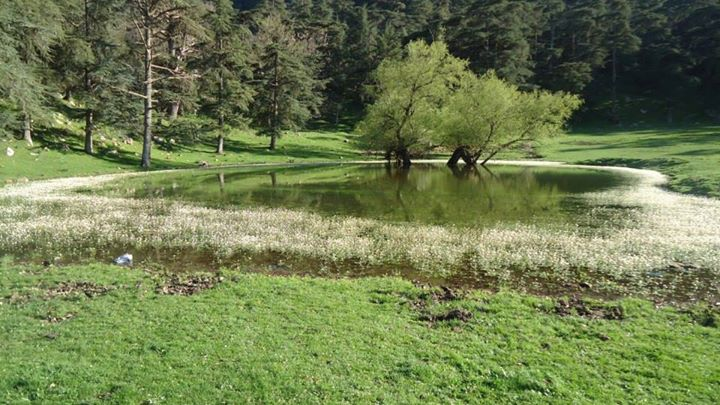
الحديقة الوطنية لثنية الحد تعدُ من الفضاءات السياحية لمدينة ثنية الحد.

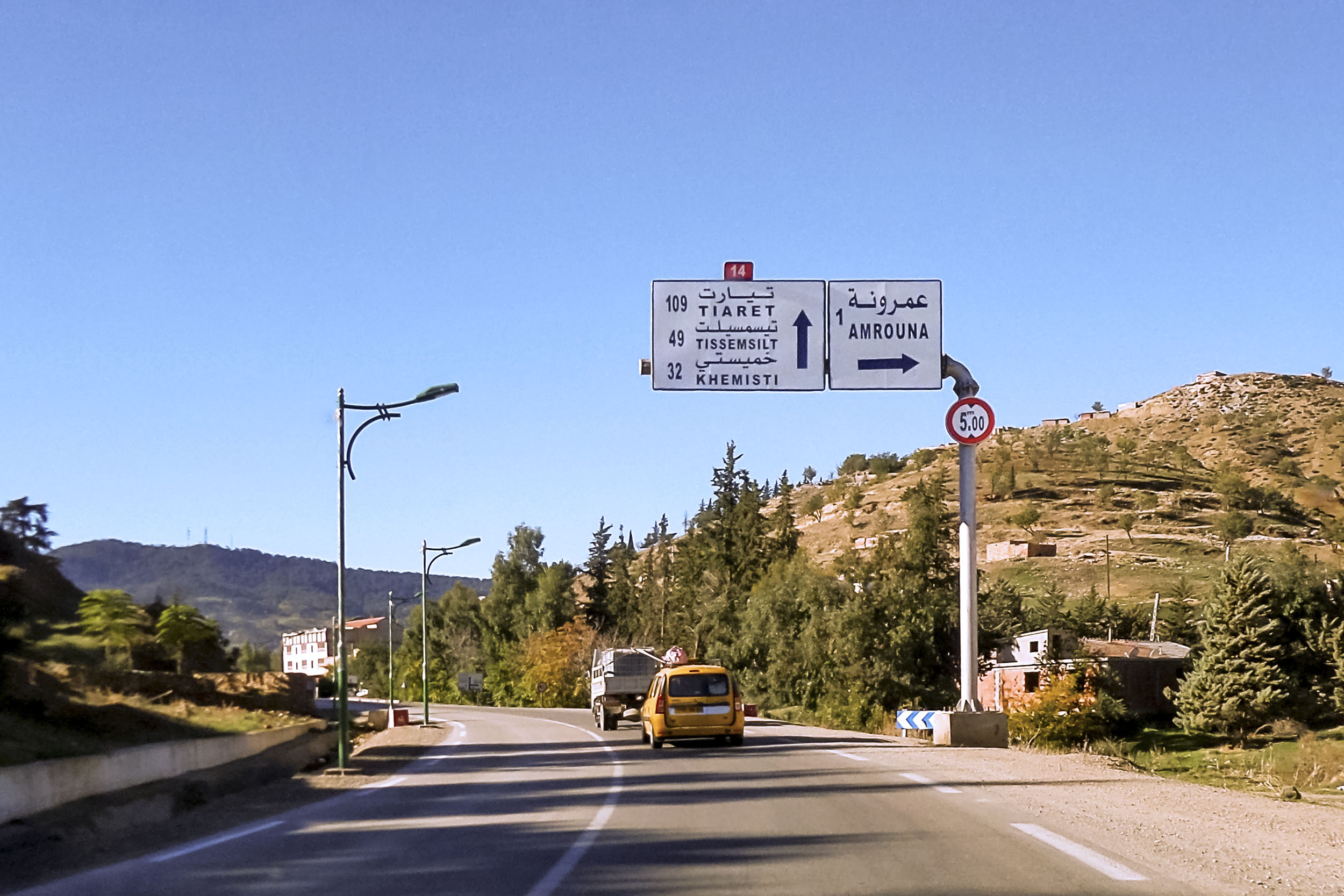
المدخل الشمالي للمدينة معَ لافتة توضح المسافة بين المدينة وبقية المدن أو الولايات الأخرى بالإتجاه الغربي عبرَ الطريق الوطني رقم 14.

## أعلام
- موسى صايب، (1969-) لاعب كرة قدم جزائري.
- بختي بلعايب، (1957-2017) وزير التجارة جزائري.
- بوعلام صنصال، (1949-) كاتِب جزائري.
- فاني كولونا، (1934-2014) عالمة اجتماع جزائرية.